# District de Montbéliard
Le district de Montbéliard est une ancienne division territoriale française du département de la Haute-Saône de 1793 à 1795.
Il était composé des cantons de Montbéliard, Audincourt, Clairegoutte et Désandans.